# Short Stories.1 선인장
《Short Stories.1 선인장》은 대한민국의 음악 그룹인 에피톤 프로젝트의 미니 음반이다.

## 수록곡
1. Prelude
2. 선인장 (Vocal 차세정)
3. 선인장 (Acoustic ver.)
4. Sketch 1
5. Sketch 2
6. 오늘 (Vocal 차세정)
7. 봄날, 벚꽃 그리고 너 Strings